# Rhomboderella gabonica
Rhomboderella gabonica es una especie de mantis de la familia Mantidae.

## Distribución geográfica
Se encuentra en Gabón.